# Antonov An-71
El Antonov An-71 (designación OTAN: Madcap) fue un avión de alerta temprana y control aerotransportado desarrollado en la Unión Soviética por la compañía ucraniana Antonov. Fue diseñado a partir del avión de transporte táctico STOL Antonov An-72, al cual se le rediseñó completamente la parte trasera del fuselaje, en la cual se ubicaba un rotódomo para el equipo de radar. El compartimento de carga a su vez, contenía el equipamiento electrónico, así como seis puestos de control para los operadores. La aeronave no llegó a pasar de la etapa de pruebas en vuelo, que empezó el 12 de julio de 1985. Este proyecto fue abandonado, favoreciendo el desarrollo del Yak-44, el cual a su vez también fue abandonado debido a la caída de la Unión Soviética. En 2010 una de las aeronaves se transfirió al museo estatal de aviación de Ucrania para su restauración y exhibición.

## Usuarios
Unión Soviética
- Armada Soviética

### Desarrollos relacionados
- Antonov An-72
- Antonov An-74

### Aeronaves similares
- Fairey Gannet
- Yakovlev Yak-44
- E-2 Hawkeye
- E-3 Sentry
- KJ-200
- CASA C-295 AEW